# Bastilla praetermissa
Bastilla praetermissa là một loài bướm đêm thuộc họ Erebidae. Loài này có ở Ấn Độ và Trung Quốc.
Ấu trùng ăn các loài Phyllanthus.

## Hình ảnh

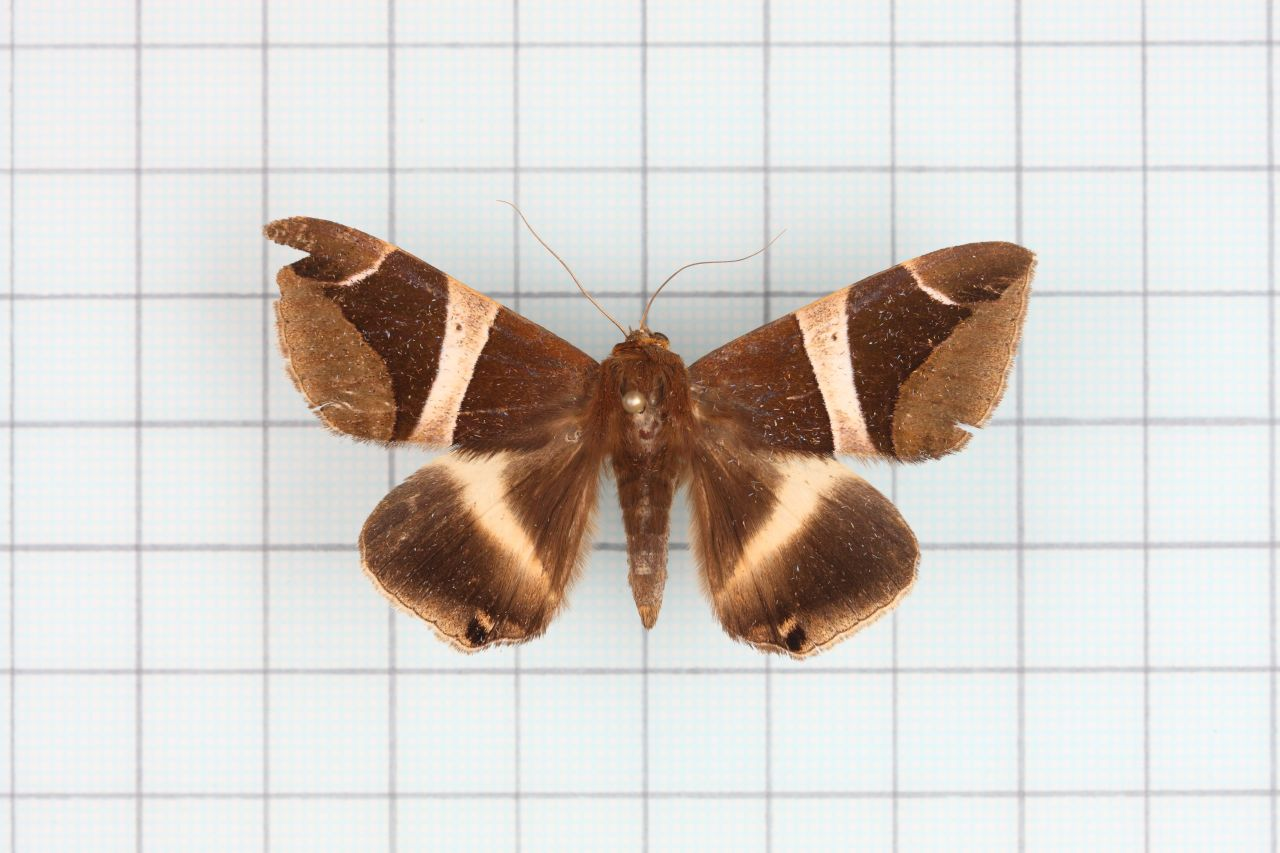